# Women's Trade Union League
 (juillet 2023).
Le contenu est difficilement compréhensible vu les erreurs de traduction, qui sont peut-être dues à l'utilisation d'un logiciel de traduction automatique.
La Women's Trade Union League (1903–1950) est une organisation américaine de femmes de la classe ouvrière et de femmes plus aisées pour soutenir les efforts des femmes pour organiser des syndicats et éliminer les conditions des ateliers clandestins. Elle a joué un rôle important en soutenant les grèves massives des deux premières décennies du XXe siècle qui ont établi l'International Ladies' Garment Workers' Union et les Amalgamated Clothing Workers of America (en) et en faisant campagne pour le suffrage des femmes parmi les hommes et les femmes.

## Origines
Depuis 1892, un groupe de femmes comprenant Mary Kenney O'Sullivan, Leonora O'Reilly et Mary Morton Kehew projette la création d'un syndicat d'ouvrières. Ce projet prend forme avec le trio Jane Addams, Lilian Wald, Mary Kenney O'Sullivan, avec le soutien de l'économiste William English Walling (en), syndicat qui serait sur le modèle de la Women's Trade Union League (Royaume-Uni) ,.
Organisé en 1903 lors de la convention de la Fédération américaine du travail (AFL), la Women's Trade Union League (WTUL) passe une grande partie de ses premières années à essayer de cultiver des liens avec la direction de l'AFL. Son premier président est Mary Morton Kehew, une réformatrice ouvrière et sociale de Boston. En 1907, la WTUL considère que son objectif est de soutenir l'AFL et d'encourager l'adhésion des femmes à l'organisation. Dans sa constitution cette année-là, la WTUL définit son objectif d'aider « à organiser les femmes dans des syndicats… ces syndicats devant être affiliés, dans la mesure du possible, à la Fédération américaine du travail». En réponse, la direction de l'AFL a généralement ignoré la Ligue. Lorsque la WTUL décide de tenir sa conférence annuelle dans un lieu différent de celui de l'AFL en 1905, Samuel Gompers est furieux et refuse d'y assister. Pourtant, la Ligue pousse l'AFL vers une position favorable au suffrage et réussi à organiser plus de femmes dans la Fédération qu'à tout autre moment,.
Il s'inspire également des travaux antérieurs de militantes du Settlement movement, telles que Jane Addams, Florence Kelley, Mary McDowell  et des syndicats naissants dans les industries comptant un grand nombre de travailleuses, comme dans les secteurs du vêtement et du textile. La direction de la WTUL comprend à la fois des philanthropes de la classe supérieure et des femmes de la classe ouvrière ayant de l'expérience dans l'organisation de syndicats, y compris une partie importante des dirigeantes syndicales les plus importantes de l'époque, notamment Mary Kenney O'Sullivan, Leonora O’Reilly, Lillian Wald et Rose Schneiderman, Agnes Nestor, Pauline Newman,,.
L'apogée de la Ligue se situe entre 1907 et 1922 sous la présidence de Margaret Dreier Robins. Au cours de cette période, la WTUL mène la campagne visant à organiser les travailleuses en syndicats, obtient une législation protectrice et sensibilise le public aux problèmes et aux besoins des travailleuses.

## Soutien à l'organisation syndicale

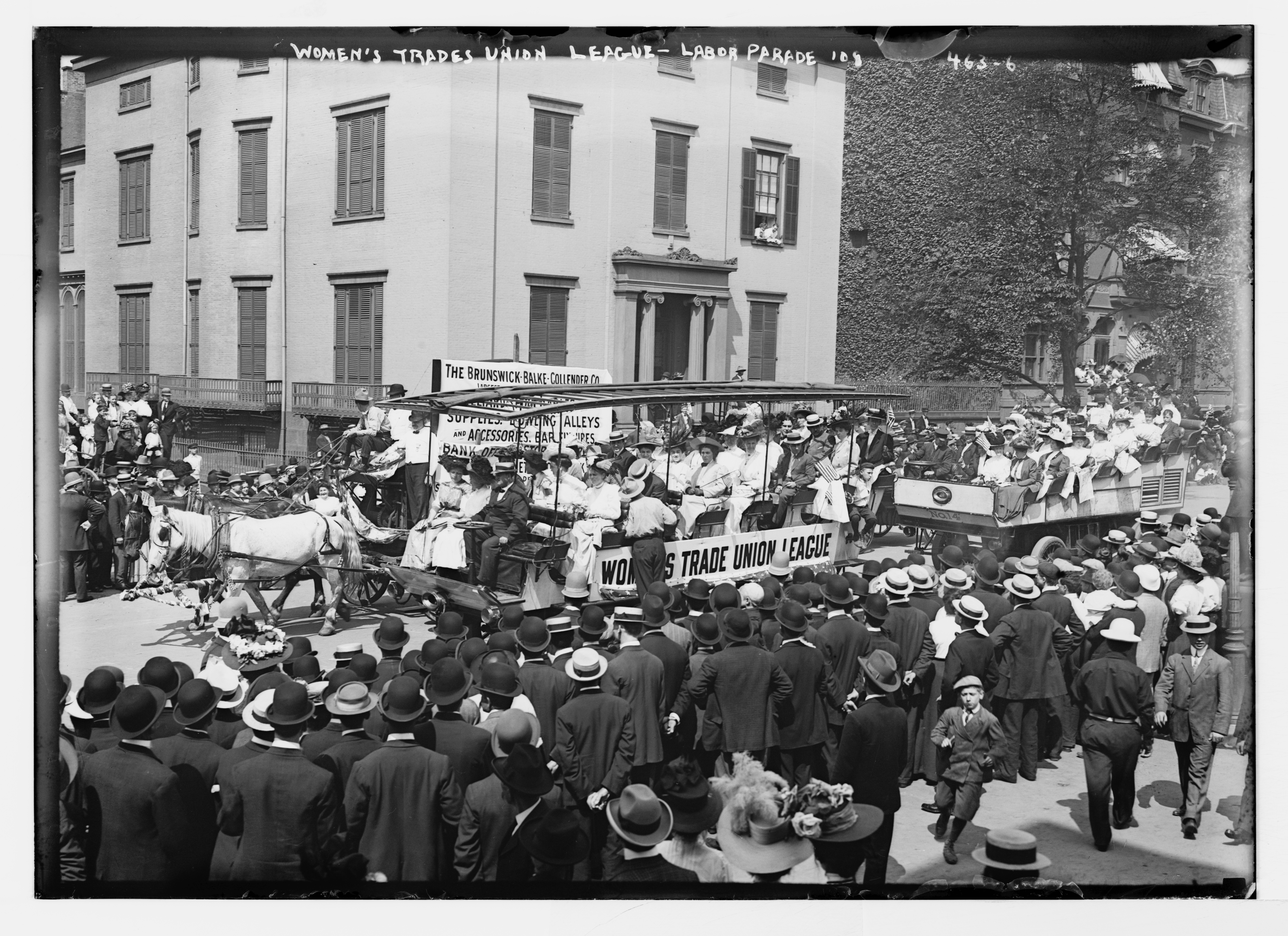
Char de la WTUL, défilé de la fête du Travail, New York, 1908.

La Ligue soutient un certain nombre de grèves au cours des premières années de son existence, y compris la grève des télégraphes de 1907 organisée par la Commercial Telegraphers Union of America. La WTUL joue un rôle essentiel dans le soutien du soulèvement des 20 000, la grève des travailleurs de New York et de Philadelphie, en fournissant un quartier général pour la grève, en collectant des fonds pour les fonds de secours, les soupes populaires et la caution des grévistes qui ont bloqué l'entrée des usines par des piquets de grève, en fournissant des témoins et des avocats défendre les grévistes arrêtés pour avoir participé à des piquets de grève, rejoindre les grévistes sur les piquets de grève et organiser des rassemblements et des marches de masse pour faire connaître les revendications des ouvriers du secteur de la chemiserie et les conditions des ateliers clandestins contre lesquels ils se battent. Certains observateurs se moquent des femmes de la classe supérieure membres de la WTUL qui rejoignent les piquets de grève aux côtés des travailleuses du vêtement, les appelant la « brigade des visons (en) ».

1er Congrès international des femmes travailleuses convoqué par la Ligue des syndicats féminins, Washington, D.C., 28 octobre 1919.

La Ligue a une relation plus étroite avec le Amalgamated Clothing Workers of America (en), le syndicat formé par les habitants les plus militants de travailleurs immigrés, pour la plupart dans l' industrie du vêtement pour hommes à Chicago, New York et d'autres centres urbains de l'est, qui est en dehors de l'AFL. La WTUL forme des femmes en tant que dirigeantes syndicales et organisatrices dans son école fondée à Chicago en 1914 et joue un rôle clé dans l'intégration des travailleurs italiens de l'habillement au syndicat de New York.

## Personnalités liées
- Mary Kenney O'Sullivan,
- Leonora O'Reilly
- Mary Morton Kehew
- Jane Addams,
- Alice Stone Blackwell
- Lilian Wald,
- Rose Schneiderman,
- Agnes Nestor,
- Pauline Newman
- Frieda S. Miller
- Margaret Dreier Robins

## Pour approfondir
: document utilisé comme source pour la rédaction de cet article.

### Notices dans des encyclopédies et manuels de références
- (en-US) Gerda Lerner (dir.), The Female Experience : An American Documentary, Indianapolis, état de New York, Bobbs-Merill (réimpr. 1979, 1992) (1re éd. 1977), 515 p. (ISBN 9780672612480, lire en ligne), p. 302-309,
- (en-US) Ellen Skinner, Women and the National Experience : Primary Sources in American History, New York, Longman (réimpr. 2002, 2010) (1re éd. 1996), 279 p. (ISBN 9780321005557, lire en ligne), p. 163-164,
- (en-US) Immanuel Ness (dir.), Encyclopedia of American Social Movements, vol. 1 : Antislavery movement ; Civil rights movement ; Women's movement, Armonk, état de New York, Sharpe Reference, 2004, 353 p. (ISBN 9780765680457, lire en ligne), p. 348-349,

### Essais
- (en-US) Martha Jane Soltow (dir.), Women in American labor history, 1825-1935 : An annotated bibliography, East Lansing, Michigan, Michigan State University, 1972, 160 p. (OCLC 654733609, lire en ligne),
- (en-US) Barbara M. Wertheimer, We were there : The story of working women in America, New York, Pantheon Books, 1977, 450 p. (ISBN 9780394495903, lire en ligne),
- (en-US) Philip S. Foner, Women & the American Labor Movement, New York :, Free Press/Macmillan (réimpr. 1982, 2018) (1re éd. 1979), 662 p. (ISBN 9780029103708, lire en ligne),
- (en-US) Nancy Schrom Dye, As Equals and as Sisters : Feminism, the Labor Movement, and the Women's Trade Union League of New York, Columbia, Missouri, University of Missouri Press, 1980, 216 p. (ISBN 9780826203182, lire en ligne),
- (en-US) Elizabeth Anne Payne, Reform, Labor, and Feminism : Margaret Dreier Robins and the Women's Trade Union League, Urbana, Illinois, University of Illinois Press, 1988, 254 p. (ISBN 9780252014451, lire en ligne). ,
- (en-US) Dorothy Sue Cobble (dir.), Women and Unions : Forging a Partnership, Ithaca, état de New York, ILR Press (réimpr. 1996) (1re éd. 1993), 468 p. (ISBN 9780875463001, lire en ligne),
- (en-US) Annelise Orleck, Common Sense and a Little Fire : Women and Working-Class Politics in the United States, 1900-1965, Chapel Hill, Caroline du Nord, University of North Carolina Press (réimpr. 2017) (1re éd. 1995), 406 p. (ISBN 9780807821992, lire en ligne),
- (en-US) Joan Dash, We Shall Not Be Moved : The Women's Factory Strike of 1909, New York, Scholastic (réimpr. 1998) (1re éd. 1996), 200 p. (ISBN 9780590484091, lire en ligne),

### Articles
- (en-US) « Women's Trade Union League and a Midwest Interstate Conference », Social Service Review, vol. 24, no 1,‎ mars 1950, p. 98 (1 page) (lire en ligne ),
- (en-US) Milton M. Plumb, « Records of the National Women's Trade Union League of America », Quarterly Journal of Current Acquisitions, vol. 8, no 4,‎ août 1951, p. 9-16 (10 pages) (lire en ligne ),
- (en-US) Nancy Schrom Dye, « Creating a Feminist Alliance: Sisterhood and Class Conflict in the New York Women's Trade Union League, 1903-1914 », Feminist Studies, vol. 2, nos 2 / 3,‎ 1975, p. 24-38 (15 pages) (lire en ligne )
- (en-US) Nancy Schrom Dye, « Feminism or Unionism? The New York Women's Trade Union League and the Labor Movement », Feminist Studies, vol. 3, nos 1 / 2,‎ automne 1975, p. 111-125 (15 pages) (lire en ligne ),
- (en) Robin Miller Jacoby, « The Women's Trade Union League and American Feminism », Feminist Studies, vol. 3, nos 1 / 2,‎ automne 1975, p. 126-140 (15 pages) (lire en ligne ).
- (en-US) Susan Amsterdam, « The National Women's Trade Union League », Social Service Review, vol. 56, no 2,‎ juin 1982, p. 259-272 (14 pages) (lire en ligne ). ,